# Beskides de Sądecki

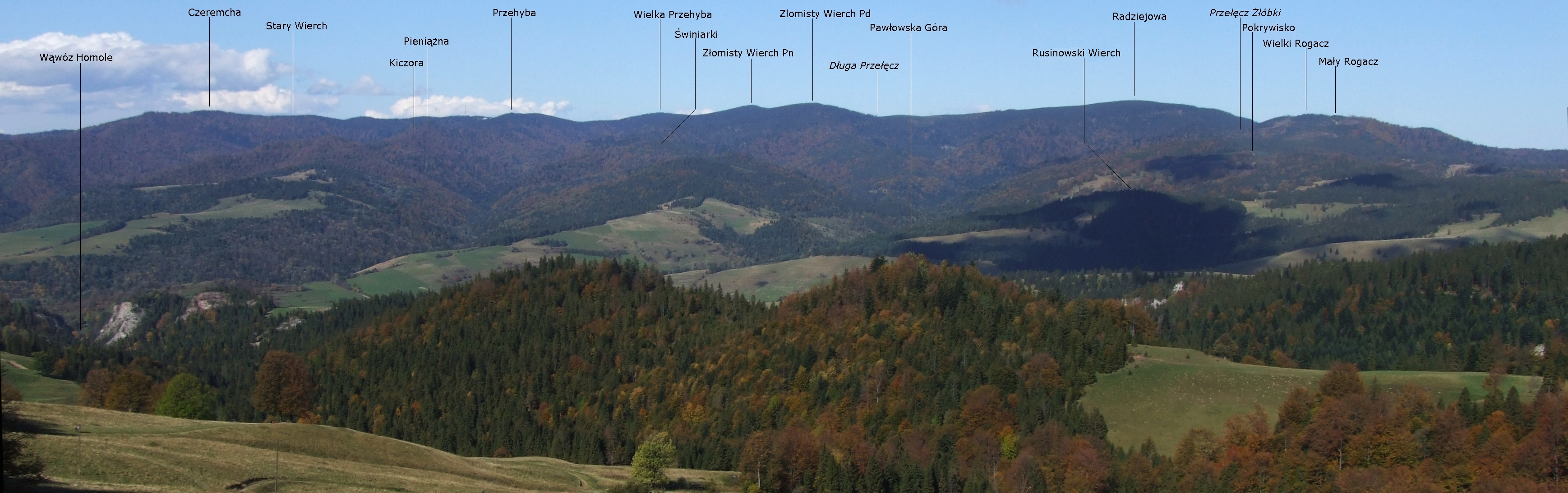
Cordillera Radziejowej

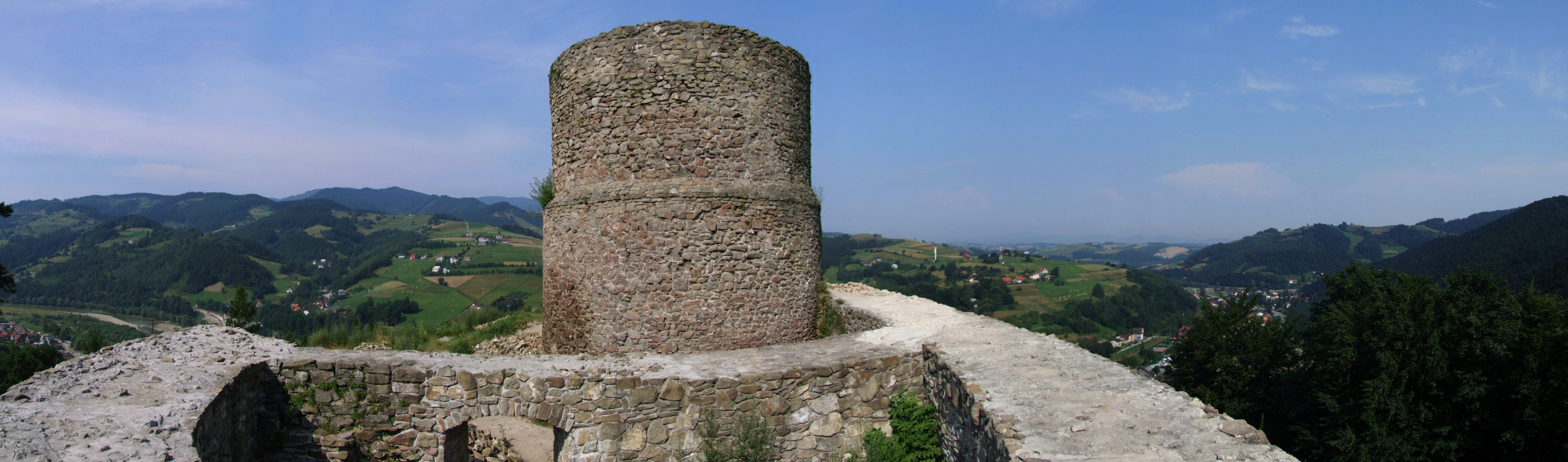
Panorama de los Beskides de Sądecki desde el castillo de Rytrze

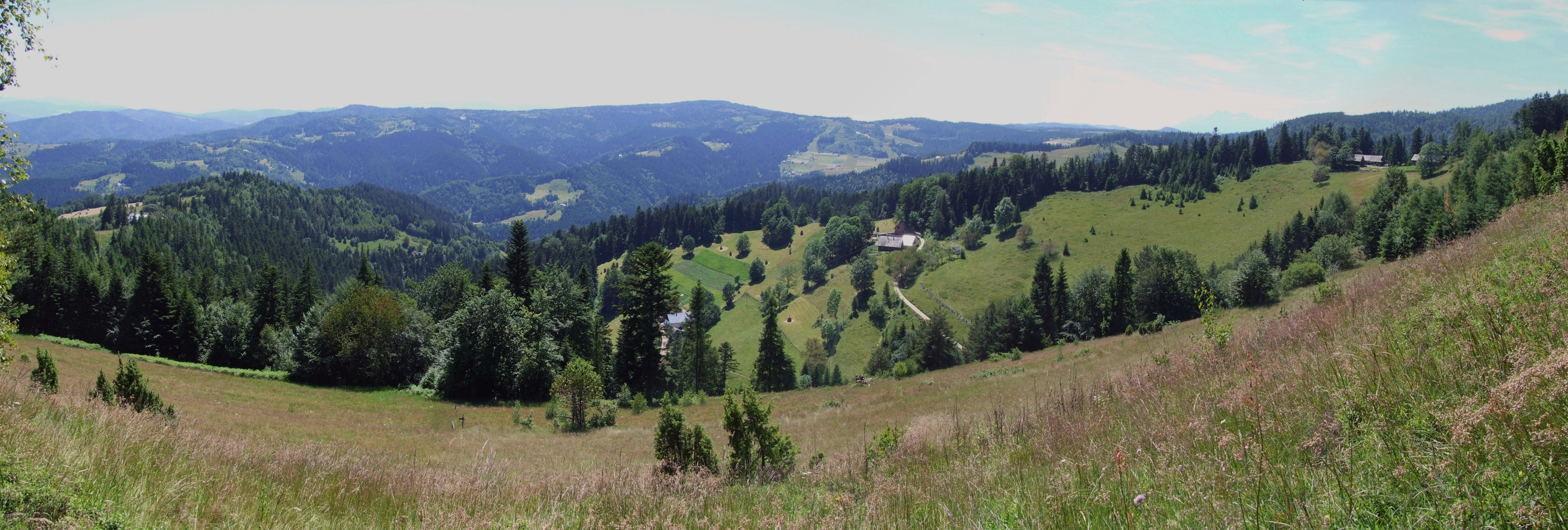
Vista desde la casa del pueblo de Niemcowa en la cordillera de Jaworzyny

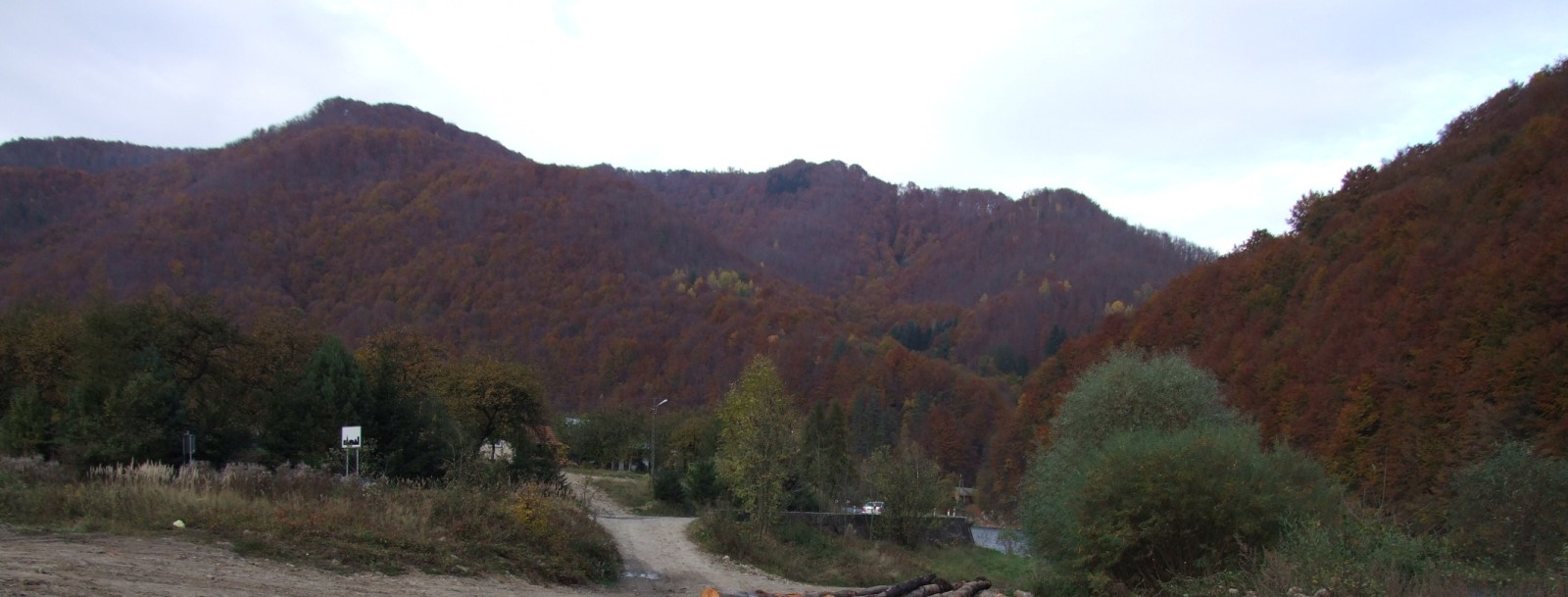
Otoño en los Beskides de Sądecki

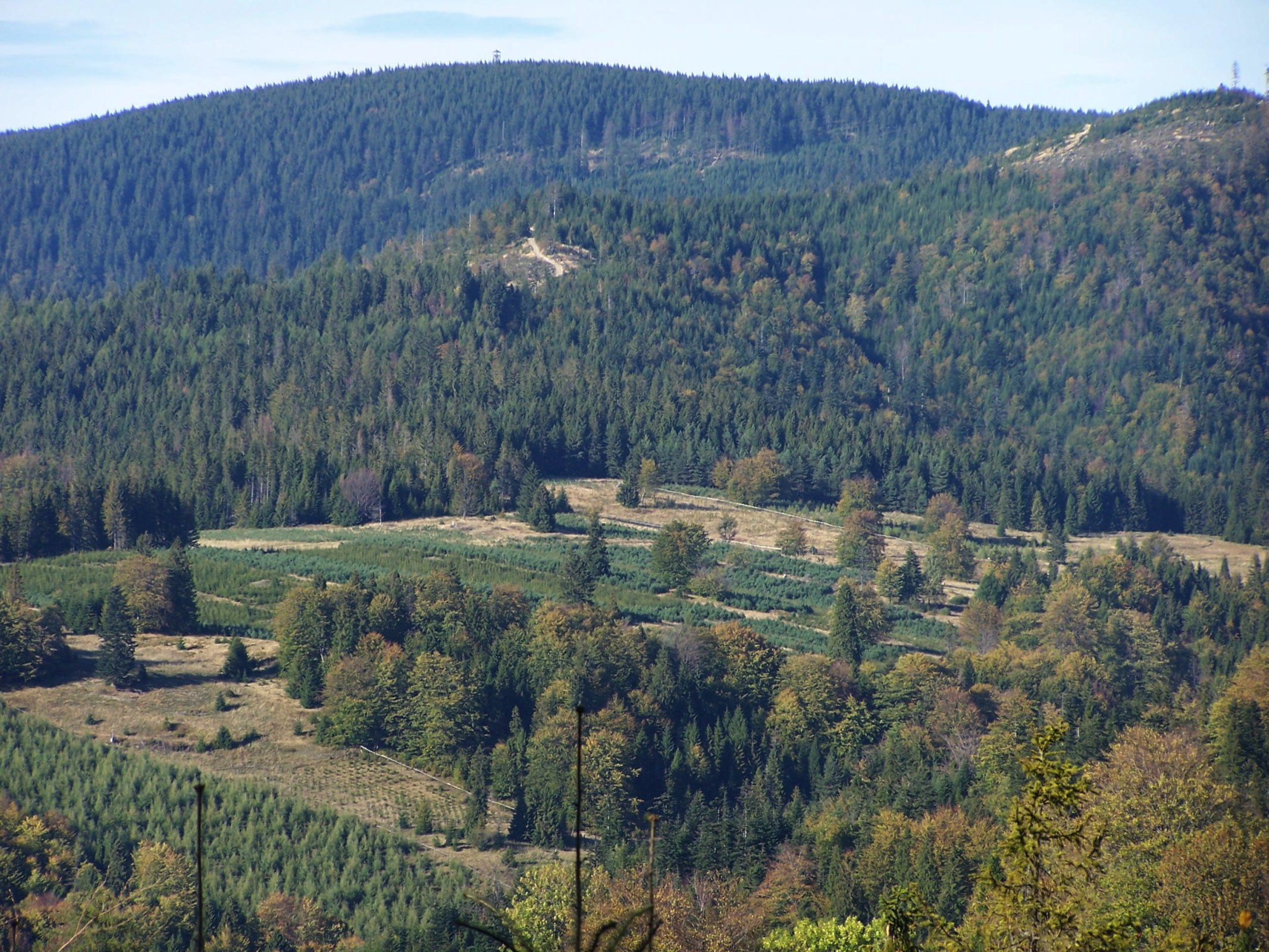
Macizo de Radziejowej

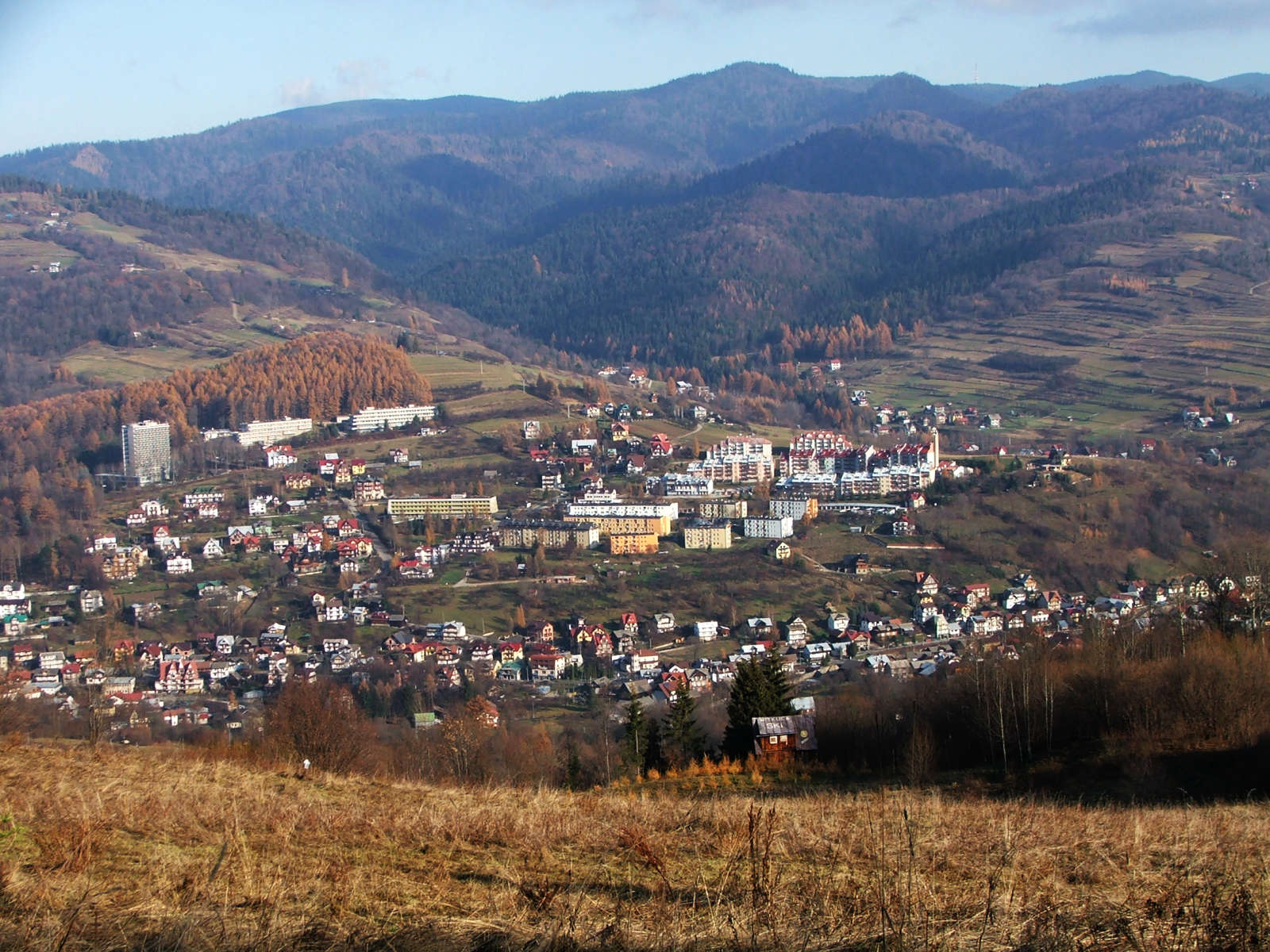
Los Beskides de Sądecki desde Małe Pieniny

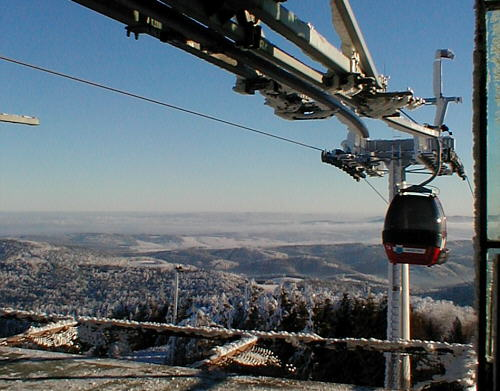
Telecabina a Jaworzyna

Los Beskides de Sądecki son una cadena montañosa en la sección oriental de los Beskides occidentales, dentro de los Cárpatos exteriores occidentales. Se encuentra en la región fronteriza entre Polonia y Eslovaquia. En el lado polaco, se extiende en un área de 670 km², entre el río Dunajec en el oeste y los valles del río Kamienica Nawojowska, Mochnaczka, Muszynka, Przełęcz Tylicka en el este. El pico más alto de la cordillera es el monte Radziejowa con 1262 metros. Las montañas están formadas por rocas de flysch.

## Topografía
Los Beskides de Sądecki enlazan con otras tres cadenas montañosas:
- Cordillera Jaworzyny
- Cordillera Radziejowej
- Montañas Leluchowskie

Según los geógrafos eslovacos, los Beskides de Sądecki forman parte de ls Ľubovnianska vrchovina. La separación de las cordilleras fue realizada por Polonia, durante la regionalización de las montañas realizada por Jerzy Kondracki, que da nombre a la cordillera en Eslovaquia. Algunos geógrafos polacos afirman que la parte eslovaca de la cordillera de Radziejowej puede relacionarse con la Ľubovnianska vrchovina, también se utiliza el nombre de meseta de  Lubowelskie. Según estos geógrafos polacos, los nombres de cordillera de Radziejowej y de  Ľubovnianska vrchovina sólo se utilizan para explicar la frontera, y en realidad deberían ser una sola cordillera. Esta visión de la separación de una cordillera es discutida por otros geógrafos polacos, que creen que la cordillera eslovaca debe tratarse como una región fisiogeográfica separada.
El valle dividido de Poprad se divide en dos grupos. En la parte nororiental y oriental de Poprad se encuentran la cordillera de Jaworzyny y la Ľubovnianska vrchovina, y en la parte suroccidental y occidental se encuentra la cordillera polaca de Radziejowej y la cordillera eslovaca. La cordillera eslovaca se denomina generalmente Montañas Lubawelski por el nombre eslovaco de Ľubovnianska vrchovina, aunque según los geógrafos eslovacos esta cordillera se refiere a una región diferente que los geógrafos polacos. Según otros geógrafos polacos, la cordillera de Radziejowej y los montes Lubawelski sólo se refieren a la frontera, pero en realidad son una cordillera. En los archivos de Kondracki todo el Beskides de Sądecki es en realidad parte de la Ľubovnianska vrchovina. El límite acordado entre la cordillera de Radziejowej y la cordillera eslovaca se lleva está definido por el valle desde Poprad del río Czercz, a través del paso de montaña de Gromadzka y el valle del arroyo Wielki Lipnik.
En la cordillera de Radziejowej se encuentra el pico más alto de los Beskides de Sądecki, donde Radziejowa y todos los demás picos superan los 1200 metros. En la cordillera de Jaworzyny sólo el Jaworzyna Krynicka tiene una altura de 1114 metros y el Wielka Bukowa con 1104 metros tienen una altura superior a los 1100 metros.
Ambas partes del Beskid Sądecki tienen la característica de una cordillera con un pico principal del que salen crestas laterales con picos más pequeños a los lados. Los picos son en su mayoría similares, excluyendo la cordillera de Radziejowej y la cordillera de Jaworzyny, que pueden caracterizarse como ligeramente anormales en su formación si se comparan con las formas circundantes de las cordilleras. La región cuenta con grandes bosques. La cordillera no tiene grandes cantidades de campos si no se cuentan los asentamientos alrededor de los pasos de la cordillera en la zona de la misma.

## Límites
Según la regionalización de Jerzy Konradzki de la Polonia fisiogeográfica en el Oeste de los Beskides de Sądecki es el valle del Dunajec el que separa la cordillera de los Montes Gorce, y por el Noroeste la separa de los Beskides de la Isla. Desde el norte, la cordillera limita con la cuenca estructural de Sądecka. En el punto noroeste, la cordillera limita con el valle de Kamienica Nawojowska, el paso de montaña de Krzyżówka, Mochnaczka, la parte norte del valle de Muszynki y el paso de montaña de Tylicka, que son la frontera con las montañas de los Beskides bajos. La frontera suroccidental con el Pieniny está formada por el Dunajec, el valle de Grajcarek, el Biała Woda y el puerto de montaña de Rozdziela; las rocas calcáreas de la parte norte del lecho del Biała Woda hacen que esta región deba pertenecer al Małe Pieniny. En el lado eslovaco de la cordillera, a partir del puerto de montaña de Rozdziela, la frontera se encuentra en el valle de los arroyos Rozdziel y Wielkie Lipki, cuando las empinadas crestas del sureste de la cordillera de Čergov enlazan con la región de Spišsko-šarišské mezihorie. El límite sur con los montes Leluchowskie y la cordillera de Čergov hace que el arroyo Smereczek discurra por el valle, y más tarde la cresta esculpe la cuenca del río Topľa.

## Aguas
La región de los Beskides de Sądecki pertenece a la cuenca del río Dunajec, que forma parte de la divisoria de aguas del Mar Báltico. El único otro gran río que se encuentra en la región es el Poprad, cuando el Dunajec fluye desde el oeste y el sur, formando el límite de la cordillera. Todos los arroyos fluyen desde la cima de las montañas y luego bajan por los valles hacia las laderas de las crestas. Todos ellos proceden directamente del Dunajec o del Poprad, que luego enlazan con los ríos más pequeños de fuera de la región, como los ríos Grajcarek, Kamienica y Muszynka. En la cordillera de los Beskides de Sądecki no hay muchos embalses artificiales, hay pequeños lagos de barrera en las crestas, un ejemplo es el Młaka que se encuentra en la Reserva Natural de Baniska.